# Charles-Henri Sanson
Charles-Henri Sanson, né le 15 février 1739 à Paris et mort le 4 juillet 1806 dans la même ville, est un bourreau français, officiellement exécuteur des hautes œuvres de Paris, sous les règnes des rois Louis XV et Louis XVI, puis sous la Première République française. Il est surtout connu pour avoir décapité le roi Louis XVI, différents révolutionnaires comme Danton, Desmoulins ou Robespierre. Issu d'une famille de bourreaux, il a administré la peine capitale durant plus de quarante années et a exécuté de sa propre main près de 2 500 personnes.

## Famille
Charles-Henri Sanson est le quatrième bourreau issu d'une dynastie d'exécuteurs officiels. Sa famille est originaire d'Abbeville où Nicolas Sanson a vécu. Son arrière-grand-père, Charles Sanson (1658-1695), soldat dans l'armée française, fut nommé en 1684 en tant qu'exécuteur des hautes œuvres par le roi Louis XIV. Il passa la main à son fils Charles (1681-1726) peu avant sa mort. Lorsque ce dernier mourut, une régence fut instaurée jusqu'à ce que son jeune fils, Charles-Jean-Baptiste Sanson (1719-1778), puisse le remplacer. La famille s’installa à Brie-Comte-Robert en 1754. Charles Henri, l'aîné des dix enfants de Charles-Jean-Baptiste, apprit à son tour le métier, travailla avec son père une vingtaine d’années, puis prêta serment lors de la mort de ce dernier.

## Biographie

### Jeunesse
Charles-Henri Sanson naquit à Paris de Charles-Jean-Baptiste Sanson et de sa première femme Madeleine Tronson. Il fut élevé dans un premier temps dans un couvent à Rouen jusqu'en 1753, quand le père d'un autre élève se rendit compte qu'il était fils de bourreau, ce qui le contraignit à quitter l'école pour ne pas entacher sa réputation. Charles-Henri reçut ensuite une éducation privée, puis intégra l'université de Leyde dans le but de devenir physicien[réf. nécessaire]. Durant tout ce temps, il montra une aversion marquée envers la profession familiale.

### Dynastie des Sanson
Charles-Henri Sanson est issu d'une lignée de bourreaux, souvent appelée la « dynastie des Sanson », qui a exercé cette fonction à Paris pendant six générations. La charge fut transmise de père en fils, une pratique courante pour maintenir la continuité de cette fonction spécialisée.
Charles-Jean-Baptiste Sanson (1697-1778), père de Charles-Henri, a servi comme bourreau de Paris avant lui. Il aurait initié son fils dès un jeune âge aux responsabilités du poste, bien qu'avec réticence, selon certaines sources, en raison des stigmates sociaux liés à cette fonction. Le passage de témoin entre Charles-Jean-Baptiste et Charles-Henri marqua une période de modernisation des pratiques d’exécution, notamment avec l’arrivée de la guillotine.
La transmission de la charge se faisait dans un contexte où la famille Sanson devait équilibrer la rigueur du métier avec les stigmates sociaux. Les Sanson étaient souvent marginalisés en raison de leur fonction, tout en étant indispensables à l'application de la justice royale et révolutionnaire. Charles-Henri lui-même a exprimé des regrets quant au poids de cet héritage.

### Carrière de bourreau

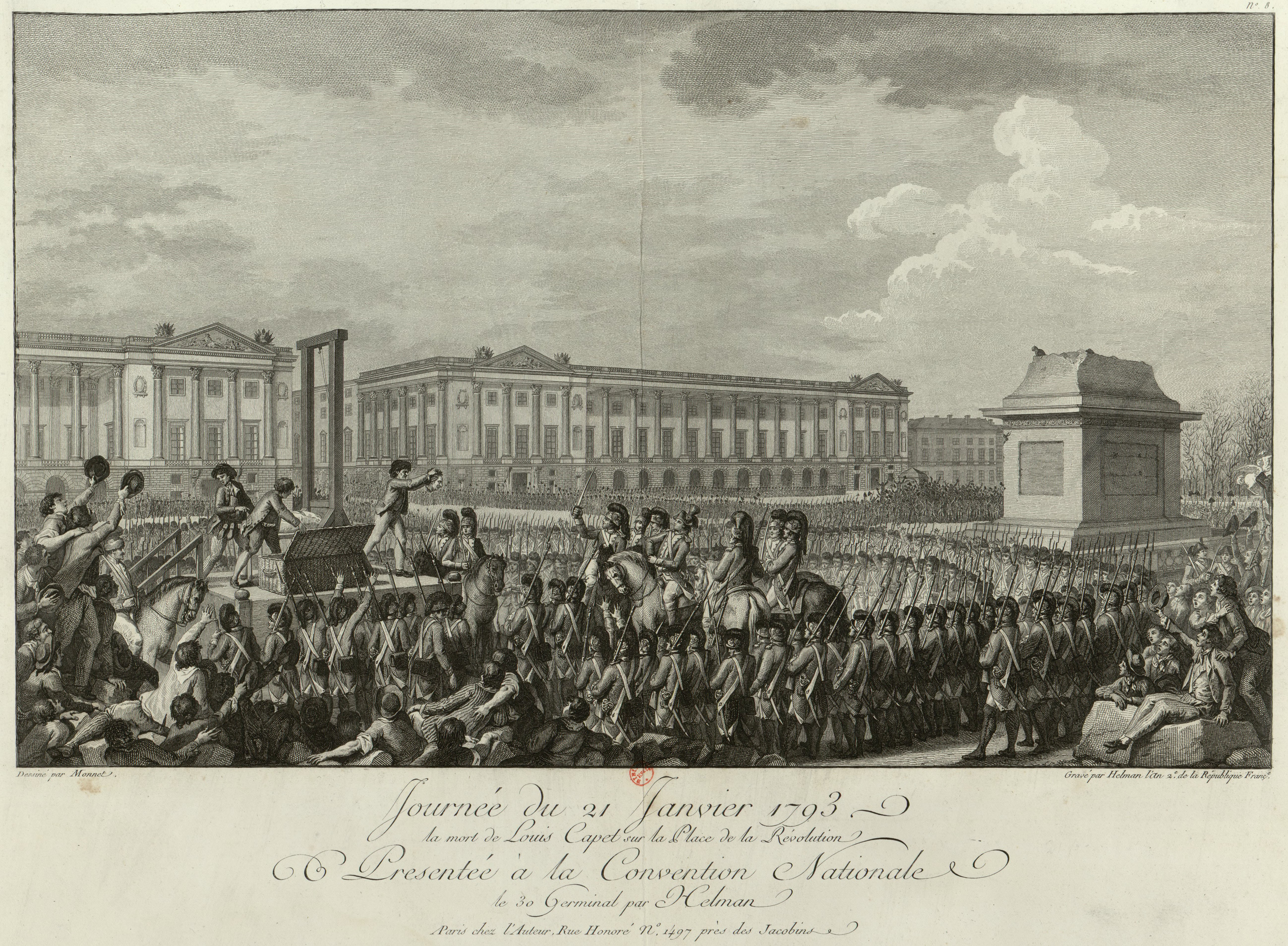
Exécution de Louis XVI le 21 janvier 1793.

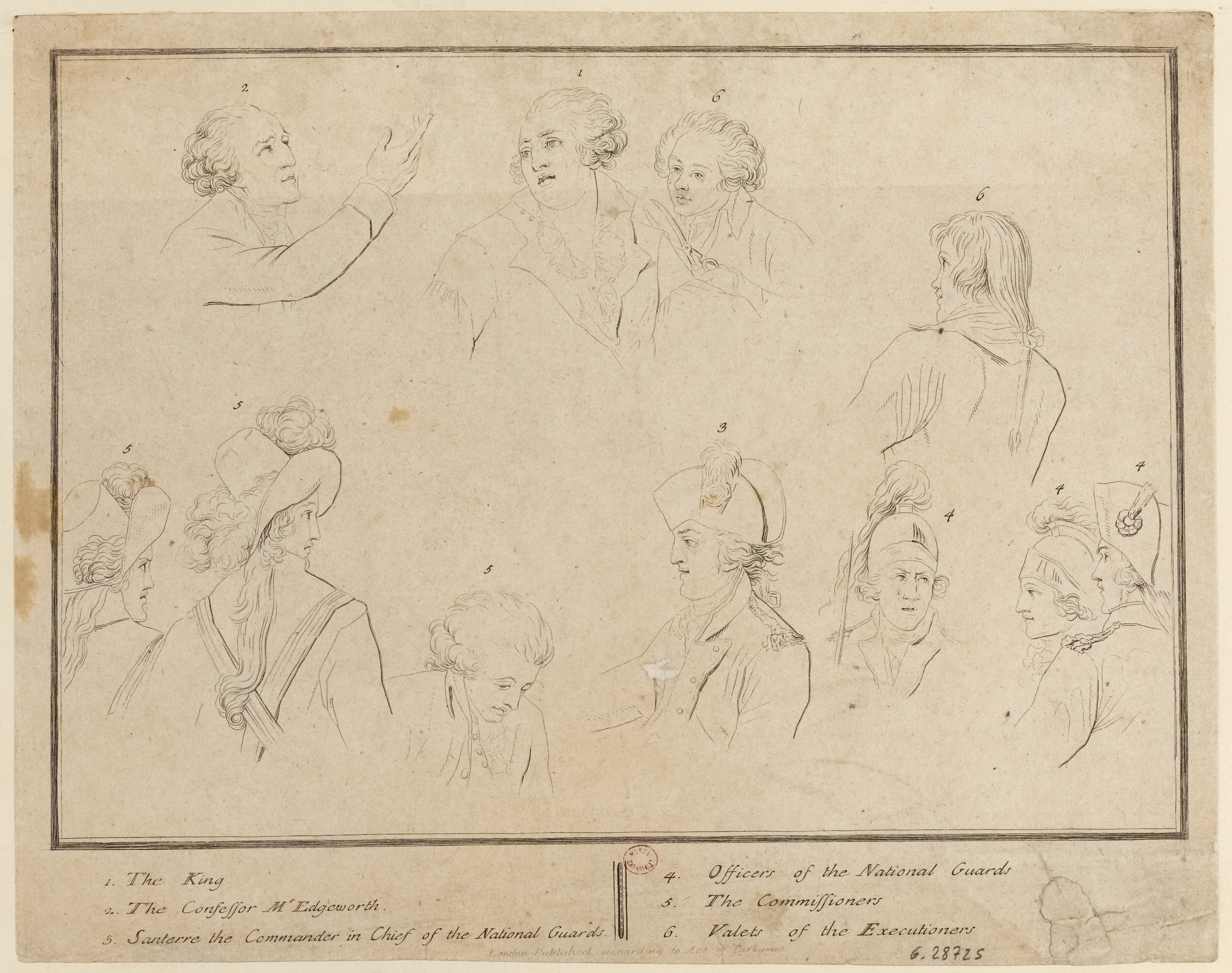
Étude des principaux protagonistes de l’exécution : Louis XVI, son confesseur Edgeworth, gardes nationaux et exécutants. Musée Carnavalet.

Du fait de la paralysie de son père, il dut abandonner ses études pour le remplacer malgré le dégoût qu'il éprouvait pour cette profession, car il devait assurer la subsistance de sa famille. Il se fit dès lors connaître en tant que « Monsieur de Paris ». Le 10 janvier 1765, il épousa sa seconde femme, Marie-Anne Jugier, avec laquelle il eut deux fils : Henri (1767-1840), qui lui succéda, et Gabriel (1769-1792), qui travailla également avec lui, mais mourut dans une chute de l'échafaud.
En 1757, Sanson assista son oncle Nicolas-Charles-Gabriel Sanson, exécuteur de Reims (1721-1795), lors de l'exécution particulièrement épouvantable de Robert-François Damiens. Ce dernier fut écartelé à la suite d'une tentative de régicide sur Louis XV et il fallut lui couper les nerfs et les jointures après des dizaines de tentatives des chevaux pour faire cesser le supplice du condamné. Son oncle décida d'interrompre son activité à la suite de cet incident. Le 1er juillet 1766, il exécuta le chevalier de La Barre, accusé de blasphème, qui devait avoir la langue coupée (peine non exécutée), le cou tranché et dont les restes furent brûlés. Il fut également le bourreau de l’empoisonneur Antoine-François Desrues qui périt sur le bûcher en 1777. En 1766, il rata totalement la décapitation de Thomas Arthur de Lally-Tollendal. Son père, qui se devait d’assister à chaque exécution en tant que chef bourreau, dut lui-même trancher le cou de la victime d’un coup supplémentaire.
En 1778, Charles-Henri reçut de son père Charles-Jean-Baptiste, à la suite de la démission de ce dernier, le manteau rouge sang, symbole de son passage en tant que maître exécuteur. Il garda ce titre officiellement durant 28 ans, jusqu'à 1806. Lors de sa carrière, il eut jusqu'à dix assistants pour accomplir sa tâche: ses deux frères, ses deux fils, son premier aides Étienne Desmoret, et Fermin, François LeGros et Barré, etc.

### Partisan de la guillotine

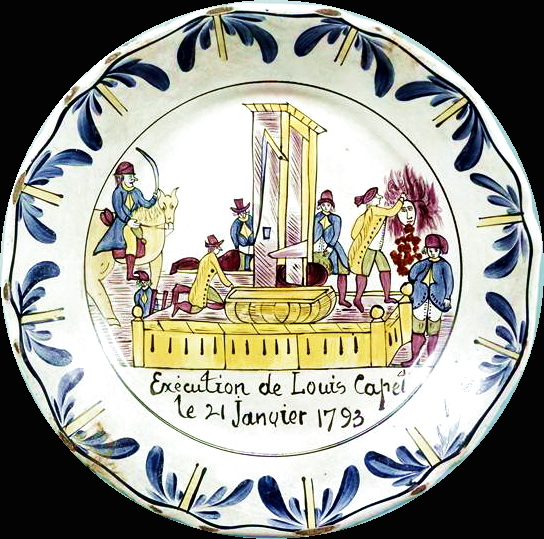
Assiette avec décor révolutionnaire : « Exécution de Louis Capet le 21 janvier 1793 », musée d'Amiens.

Lors de la convocation des états généraux de 1789, la question du mode d'exécution fut longuement abordée ; on décida finalement d'adopter le mode de décollation présenté dans le discours de Joseph Ignace Guillotin. Ce dernier avait proposé une machine capable d'éviter la souffrance des suppliciés. Sanson milita alors en faveur de l'adoption de la guillotine en tant que méthode d'exécution officielle. Il délivra un memorandum éclairé et perspicace à l'Assemblée nationale législative. Sanson, qui achetait et entretenait lui-même ses outils de travail, avança en effet que les multiples exécutions de la peine capitale, dorénavant devenues la norme, étaient trop exigeantes pour les méthodes conventionnelles et que ses outils, qui n'étaient pas adaptés initialement à cette utilisation intensive, s'usaient prématurément, ce qui lui imposait des dépenses prohibitives (et donc des charges injustes pour le bourreau). D'autre part, les efforts physiques consentis pouvaient résulter en des accidents et les victimes elles-mêmes étaient susceptibles de recourir à des actes désespérés et imprévisibles pendant les longues procédures. Sanson fut accusé, en janvier 1790, d’abriter dans sa maison des presses royalistes par plusieurs journalistes de l’époque, notamment Antoine Joseph Gorsas, Camille Desmoulins et François Louis Prudhomme,. Il demeurait à rue Neuve Saint Jean.

« Sanson dispose d’un honneur tout neuf depuis que l’Assemblée, le mois précédent, a reconnu la citoyenneté de tous les exécuteurs des hautes œuvres, en même temps que celle des comédiens ... En réparation d’une « diatribe calomnieuse	», Sanson leur réclame conjointement une rétraction,  le  renoncement  au  qualificatif  de  «	bourreau	»,  jugé  insultant, et trois mille livres de dommages et intérêts. Camille regrette les supplices et espère, comme l’a proposé la 	Chronique de Paris , qu’une machine viendra bientôt exécuter cette basse besogne. »

Même à l’époque de la liberté, de l’égalité et de la fraternité, beaucoup trouvaient tout à fait ridicule l’idée que les bourreaux devraient être considérés comme des citoyens à part entière. En 13 septembre 1790, il proposa de démissionner en faveur de son fils aîné, mais sa proposition fut rejetée. Ils se sont inscrits à la garde nationale des district Filles-Dieu. Il acquit le statut de citoyen actif en 1791 après s'être véhémentement insurgé contre l'opprobre dont étaient victimes les exécuteurs des hautes œuvres publiques. En octobre 1791, une loi fut votée qui standardisait les exécutions, interdisant tout autre moyen que la décapitation.

Quand le prototype de guillotine fut essayé pour la première fois, le 17 avril 1792 à l'hôpital de Bicêtre à Paris, Sanson l'inspecta lui-même, accompagné de ses deux frères, Antoine Louis, l’aliéniste Pinel et Cabanis. Des essais tentés sur des ballots de paille, puis sur des moutons vivants et enfin sur des cadavres humains montrèrent la rapidité et l'efficacité de la technique. Sanson et les inspecteurs furent pleinement satisfaits des résultats. La semaine même, l'Assemblée approuva leurs conclusions et, le 25 avril 1792, Sanson inaugura l'ère de la guillotine lors de l'exécution du voleur Nicolas Jacques Pelletier pour vol et agression sur la place de Grève,. 

« "Samedi 11 août, dans l’après-dîner, deux délégués de la section vinrent nous inviter de la part de l’assemblée de notre district à nous rendre dans son sein". "Le 12 août 1792, lors des élections des officiers de la garde nationale, selon Henri-Clément, son grand-père et son père furent nommés sergents, tandis que son grand-oncle Charlemagne Sanson devint caporal. Ces fonctions les contraignirent à jouer un rôle plus actif dans les événements politiques qu’ils ne l’auraient souhaité". »

Le 12 décembre 1792 et le 20 janvier 1793, il hésita à exécuter le roi,. Sanson reçut des menaces l’avertissant qu’un complot était en cours pour sauver le roi, que sa propre vie était en danger et que Louis pourrait être libéré en route vers l’échafaud. Il fut accompagné de ses deux demi-frères, Charlemagne et Martin, lourdement armés. Son fils Henri faisait partie de l’un des bataillons de la garde nationale, chargé d’assister à l’exécution, non pas sur l’échafaud, mais chez le panier.
Sanson laissa entendre qu’il avait secrètement organisé une messe expiatoire pour l’âme du roi à La Villette (Seine) dans la nuit. Cependant, aucune preuve ne confirme que ce requiem ait effectivement eu lieu. Alexandre Dumas et Théodore Gosselin (alias G. Lenotre) ont supposé que Charles-Henri Sanson était mort en 1793, accablé par le chagrin,,. Henri fut à tort présenté comme son successeur. Pourtant, Charles-Henri, accompagné de son fils, fut le bourreau de Marie-Antoinette et des Girondins en 31 octobre 1793. Charles Henri était accusé deux fois par Fouquier-Tinville d'incivisme.

« Il devait consister, pour ce jour-là, en dix aides et cinq charretiers avec cinq équipages. Mon grand-père et mon père leur arrangeaient les cheveux. Mon père surveillait l’enlèvement des cadavres que l’on jetait deux par deux dans des paniers préparés derrière la guillotine. »

Par la suite, il mena à la guillotine des vagues successives de révolutionnaires, dont Hébert, Saint-Just et Fouquier-Tinville. Charles-Henri Sanson cessa de travailler le 30 août 1795 en raison d'une maladie rénale. Il acheta le presbytère de Vert-le-Petit. Il mourut le 4 juillet 1806 et fut enterré au cimetière de Montmartre à Paris.

## Ses Mémoires
Dans les derniers mois de 1829 ou les premiers mois de 1830, L’Héritier de l’Ain qui venait de remporter un grand succès financier avec la publication des Mémoires de Vidocq, proposa au libraire Mame de publier les mémoires de Sanson. L’accord fut conclu, et Henry Sanson signa un contrat dans lequel il s’engageait à autoriser l’utilisation de son nom sur les volumes et à fournir des documents et matériaux aux « teinturiers » qu’il approuverait.
En 1829-1830, l’imprimeur-libraire Hippolyte Tilliard entreprit la publication des Mémoires pour servir à l'histoire de la révolution française avec l'aide d'Honoré de Balzac, et peut-être Émile Marco de Saint-Hilaire? Toutefois, cette œuvre ne fut jamais achevée. (Paul Lacroix refusa d’y collaborer.) La première critique de ces mémoires parut en février 1830. Pendant la révolution de juillet 1830, cette entreprise fut interrompue et dénoncée par Henri et son fils Henri-Clément comme étant romancée et apocryphe. Henri autorisa alors Henri-Clément à revoir et corriger le texte.
Les Souvenirs d’un paria regroupent des textes écrits (ou attribués) à Balzac, issus des Mémoires de Sanson rédigées en collaboration avec L’Héritier de l’Ain en 1830. Ce travail de commande lassera rapidement Balzac.   Honoré de Balzac, qui tenait ces informations d’Henri Sanson, confirma qu’il était l’auteur principal d’une nouvelle, finalement publiée sous le titre Un épisode sous la Terreur. Dans toutes les versions de cette œuvre, la fin fut modifiée.
Selon le journal de la famille Sanson, 2 548 personnes furent exécutées entre le 14 juillet 1789 et le 1er octobre 1796. Parmi elles, 370 étaient des femmes, 22 avaient moins de 18 ans et neuf avaient plus de 80 ans. Monique Lebailly estime pour sa part à 2 918 exécutions durant la même période. Émile Campardon a dénombré 2791 peines capitales prononcées par le Tribunal révolutionnaire entre le 10 mars 1793 et le 31 mai 1795. Ainsi, durant son existence, cette juridiction jugea 5215 personnes : 2791 condamnations à mort furent prononcées, dont 94 % avant la chute de Robespierre, frappant 53,5 % des prévenus.

## Personnalité
Sanson est instruit et doué pour la musique. Pendant ses loisirs, il joue du violon et du violoncelle, et rencontre souvent son ami de longue date Tobias Schmidt, un fabricant allemand d'instruments de musique réputé, qui prend part à la construction de la guillotine. Ils ont joué compositions de Christoph Willibald Gluck.
Beaucoup considéreraient Charles Henri Sanson comme un homme sadique, mais en réalité, il ne jouissait pas de son travail. Il s'opposait parfois à ce qu'il faisait. Sa position était considérée comme honorable, mais il luttait intérieurement face à son devoir.[Interprétation personnelle ?] Pour rompre encore plus le stéréotype selon lequel tous les bourreaux étaient des sadiques, on peut regarder son journal et voir qu'il « semble avoir été un homme humain, faisant tout ce qui était en son pouvoir pour épargner à ses victimes des souffrances inutiles ». Il avait le sentiment que le public ne comprenait pas vraiment les exécutions. Il estimait que si les gens pouvaient vraiment voir et éprouver la peur des victimes, les exécutions et leur popularité seraient moindre.
Une anecdote rapporte que son fils rencontra Napoléon sur le chantier de l’église de la Madeleine et lui assura que, si des insurgés venaient à renverser son trône, il exécuterait son office comme son père l'avait fait avec Louis XVI.

## Postérité
Gabriel (1769-27 août 1792), le plus jeune fils de Sanson, fut son assistant et héritier à partir de 1790. Cependant, il mourut après avoir chuté de l'échafaud en voulant présenter une tête à la foule. Avec cette mort, la tâche héréditaire incomba à son fils aîné, Henri (1767-1840), mais il est probable qu'il était sergent dans l'infanterie de la garde nationale de Paris), puis capitaine d'un bataillon d'artillerie à Coulommiers (pendant quatre mois, entre novembre 1793 et mars 1794)? Henri accepta ce rôle en 4 septembre 1795,. Il resta à son tour l'exécuteur officiel de Paris durant 45 ans (1795-1840).  Il demeurait Rue des Marais.
Henri-Nicolas-Charles Sanson (1767–1840) a continué la tradition familiale malgré les bouleversements sociaux et politiques de l'époque. Henri a également écrit des mémoires qui contribuent aujourd'hui à la compréhension de l'époque et du rôle des bourreaux, bien que leur authenticité ait été remise en question. En 1834 Henri, Balzac et Eugène-François Vidocq étaient invité chez de Benjamin Appert.
Henri Sanson mourut le 18 août 1840, son fils Henri-Clément lui succéda le 1er décembre 1840. Le mandat de bourreau de la famille Sanson prit fin en 1846 lorsque Henri-Clément Sanson, accablé de dettes de jeu, fut emprisonné. En février 1847, confronté à une grave ruine financière, il aurait mis la guillotine en gage pour régler ses dettes. Le 18 mars, il perdit son emploi et envisagea d’émigrer aux États-Unis. Il fut le sixième et dernier de cette dynastie de bourreaux. Il meurt à Versailles en 1889.
Henri-Clément a écrit une histoire des bourreaux de la famille Sanson, censée s'appuyer largement sur les journaux que Charles-Henri aurait tenus pendant la Révolution. Aucun de ces journaux n’a survécu, ce qui rend impossible de vérifier la véracité de cette affirmation. Il est également fort pratique que les extraits cités correspondent à l’idée avancée par Henri-Clément selon laquelle, tout comme lui, son célèbre grand-père aurait éprouvé des difficultés à assumer ses fonctions. L’ouvrage s’apparente à une chronique populaire, mettant en lumière certaines des affaires les plus marquantes de l’époque.

## Dans la fiction

### Cinéma
- 1989 : dans le film La Révolution française, son rôle est joué par Christopher Lee.
- 2013 : dans le téléfilm Une femme dans la Révolution, son rôle est joué par Thierry Hancisse

### Télévision
- Dans la série Nicolas Le Floch (2008), qui se déroule sous le règne de Louis XV, Charles-Henri Sanson, interprété par Michaël Abiteboul, joue un rôle d'investigation scientifique (il pratique les autopsies) en soutien de la police, en accord avec les livres desquels est tirée la série. Ce rôle semble avoir été inventé par l'auteur, qui ne cite pas de sources documentaires à ce sujet.

### Romans
- Lui et sa famille sont brièvement évoqués dans la quatrième partie de Splendeurs et misères des courtisanes intitulée La dernière incarnation de Vautrin d’Honoré de Balzac (1847)[56]
- Sa vie est lourdement et incorrectement romancée dans le roman Der Kavalier von Paris du romancier allemand Hans Mahner-Mons (1954).
- C'est un personnage secondaire mais important dans le roman d'Hilary Mantel A Place of Greater Safety (1992).
- C'est un personnage secondaire redondant dans la série policière Les enquêtes de Nicolas Le Floch (premier volume paru en 2000).
- Sans Farine, une nouvelle de Jim Shepard tirée de sa collection Like You'd Understand, Anyway (2007), présente une autobiographie romancée de Charles-Henri.
- Il tient aussi le rôle du Moissonneur, capturant les âmes des criminels, dans la série Le Manoir d'Évelyne Brisou-Pellen (premier volume paru en 2013);
- Charles-Henri Sanson apparait comme un personnage secondaire mais important dans la série Aristide Ravel de Susanne Alleyn.
- Il est également le protagoniste principal du roman historique The Executioner's Heir de Susanne Alleyn (2013).
- Paris Samson, antagoniste de la série de Livres « Le jour où tout devint noir » d’Adryen Debon, voit son nom directement inspiré de Charles-Henri Sanson, Sieur de Paris.
- Il est nommé à plusieurs reprises dans le livre "Temps glaciaires", une enquête du commissaire Adamsberg, de Fred Vargas (2016).
- Sans être nommés, Charles-Henri Sanson et son fils Henri apparaissent dans le roman de Jules Janin, L'Âne mort et la Femme guillotinée, 1829 ; nouvelle édition sous le titre L'Âne mort en 1865.

### Bande dessinée
- Charles-Henri Sanson apparaît comme un des personnages principaux dans la bande dessinée Il boia di Parigi (Le Bourreau de Paris), de Paola Barbato.
- Les mangas Innocent et Innocent Rouge de Shin'ichi Sakamoto, édités chez Delcourt, sont librement inspirés de la vie de Charles-Henri Sanson.

### Jeux vidéo
- Charles-Henri Sanson apparaît comme un Servant invocable de classe Assassin par le joueur ou la joueuse dans le jeu mobile de type RPG en ligne Fate/Grand Order.
- Charles-Henri Sanson apparait réincarné en vampire dans le jeu mobile Ikemen vampire.
- Charles-Henri Sanson, comme d'autres personnages de la Révolution française, apparaît dans le jeu Steelrising.